# Grand Prix de triathlon 2003
Navigation
Grand Prix de triathlon 2002 Grand Prix de triathlon 2004
Le Grand Prix de triathlon 2003 est composée de cinq courses organisées par la Fédération française de triathlon (FFTRI). Chaque course est disputée au format sprint soit 750 m de natation, 20 km de cyclisme et 5 km de course à pied.
Le Grand Prix de triathlon 2003 se déroule du 25 mai au 20 septembre 2003.

## Calendrier
| Étapes   | Date                     | Villes               |
| -------- | ------------------------ | -------------------- |
| 1° étape | dimanche 25 mai 2003     | Les Sables-d'Olonne  |
| 2° étape | samedi 7 juin 2003       | Charleville-Mézières |
| 3° étape | samedi 21 juin 2003      | Marseille            |
| 4° étape | samedi 5 juillet 2003    | Beauvais             |
| 5° étape | samedi 20 septembre 2003 | La Baule             |

## Clubs engagés

### Hommes
- E.C. Sartrouville Triathlon
- Beauvais Triathlon
- Poissy Tri Duathon Club
- Montluçon Triathlon
- Mulhouse Olympique Tri
- ASPTT Nancy Triathlon
- Gréoux-les-Bains Triathlon

### Femmes
- Poissy Tri Duathon Club
- Beauvais Triathlon
- Dijon triathlon
- Tri Club Châteauroux 36
- Montpellier Agglo Tri
- Noyon Puissance 3

## Résultats

### Les Sables-d'Olonne[1]
| Position           | Hommes                      | Femmes                  |
| ------------------ | --------------------------- | ----------------------- |
| Médaille d'or      | Beauvais Triathlon          | Beauvais Triathlon      |
| Médaille d'argent  | E.C. Sartrouville Triathlon | Poissy Triathlon        |
| Médaille de bronze | Montluçon Triathlon         | Tri Club Châteauroux 36 |

### Charleville-Mézières[2]
| Position           | Hommes                      | Femmes             |
| ------------------ | --------------------------- | ------------------ |
| Médaille d'or      | E.C. Sartrouville Triathlon | Beauvais Triathlon |
| Médaille d'argent  | Beauvais Triathlon          | Poissy Triathlon   |
| Médaille de bronze | Poissy Triathlon            | Dijon Triathlon    |

### Marseille[3]
| Position           | Hommes             | Femmes             |
| ------------------ | ------------------ | ------------------ |
| Médaille d'or      | Beauvais Triathlon | Beauvais Triathlon |
| Médaille d'argent  | Poissy Triathlon   | Poissy Triathlon   |
| Médaille de bronze |                    |                    |

### Beauvais[4]
| Position           | Hommes                      | Femmes             |
| ------------------ | --------------------------- | ------------------ |
| Médaille d'or      | Beauvais Triathlon          | Beauvais Triathlon |
| Médaille d'argent  | E.C. Sartrouville Triathlon | Poissy Triathlon   |
| Médaille de bronze | ASPTT Nancy Triathlon       |                    |

### La Baule[5]
| Position           | Hommes             | Femmes             |
| ------------------ | ------------------ | ------------------ |
| Médaille d'or      | Beauvais Triathlon | Beauvais Triathlon |
| Médaille d'argent  |                    | Poissy Triathlon   |
| Médaille de bronze |                    |                    |

## Classement général final[6]
| Position | Hommes                      | Hommes | Femmes             | Femmes |
| Position | Équipes                     | Points | Équipes            | Points |
| -------- | --------------------------- | ------ | ------------------ | ------ |
|          | Beauvais Triathlon          | 1000   | Beauvais Triathlon | 1000   |
|          | E.C. Sartrouville Triathlon | 910    | Poissy triathlon   | 880    |
|          | Poissy triathlon            | 750    | Dijon triathlon    | 780    |
| 4e       |                             |        |                    |        |
| 5e       |                             |        |                    |        |
| 6e       |                             |        |                    |        |
| 7e       |                             |        |                    |        |
| 8e       |                             |        |                    |        |
| 9e       |                             |        |                    |        |
| 10e      |                             |        |                    |        |
| 11e      |                             |        | Noyon Puissance 3  |        |
| 12e      |                             |        |                    |        |
| 13e      |                             |        |                    |        |
| 14e      |                             |        |                    |        |
| 15e      |                             |        |                    |        |
| 16e      |                             |        |                    |        |

## Résultats individuels
La troisième épreuve se déroulant à Marseille s'est disputée sur un format relais et donc exclusivement par équipes.
| Hommes                                          | Les Sables-d'Olonne, | Charleville-Mézières | Beauvais | La Baule, |
| ----------------------------------------------- | -------------------- | -------------------- | -------- | --------- |
| Sylvain Dodet (Poissy Triathlon)                | 1er                  |                      | 2e       |           |
| Franck Bignet (Beauvais Triathlon)              | 2e                   |                      |          | 2e        |
| Cédric Fleureton (E.C. Sartrouville Triathlon)  | 3e                   |                      |          |           |
| Cyril Mazure (Beauvais Triathlon)               |                      |                      | 1er      |           |
| David Hauss (Gréoux-les-Bains Triathlon)        |                      |                      | 3e       |           |
| Frédéric Belaubre (E.C. Sartrouville Triathlon) |                      |                      |          | 1er       |
| Stéphane Poulat (Beauvais Triathlon)            |                      |                      |          | 3e        |

| Femmes                                  | Les Sables-d'Olonne | Charleville-Mézières | Beauvais | La Baule |
| --------------------------------------- | ------------------- | -------------------- | -------- | -------- |
| Jessica Harrison (Poissy Triathlon)     | 1er                 |                      | 1er      |          |
| Carole Péon (Tri Club Châteauroux 36)   | 2e                  |                      |          |          |
| Delphine Pelletier (Beauvais Triathlon) | 3e                  | 1er                  |          | 2e       |
| Marion Lorblanchet (Beauvais Triathlon) |                     |                      |          | 1er      |
| Stéphanie Gros (Poissy Triathlon)       |                     |                      |          | 3e       |